# Super Junior's Foresight
Super Junior's Foresight (Tiếng Hàn: 슈퍼주니어의 선견지명, "Tiền kiến trí mệnh", hay "Sự dự đoán của Super Junior") là một chương trình giải trí được phát trên kênh truyền hình cáp MBC Every1 của Hàn Quốc do Super Junior dẫn chương trình, được phát sóng vào lúc 10h50 mỗi tối thứ 4 hàng tuần từ 8 tháng 12 năm 2010 đến 30 tháng 3 năm 2011.

## Giới thiệu
Với chủ đề "Nhìn thấy tiền bối như nhìn thấy ánh sáng", mỗi tuần sẽ có một nghệ sĩ tiền bối được mời đến chương trình để nói về cách để tồn tại được lâu dài trong ngành công nghiệp giải trí. Super Junior sẽ được "Nhận lấy tinh hoa từ trí tuệ và sự khôn ngoan của tiền bối" để có thể dự đoán về tương lai của nhóm và cách thức để nhóm có thể tồn tại mãi mãi. Trong mỗi tập, Super Junior sẽ giao lưu với tiền bối về những thành tựu lớn của họ cũng như cách thức thực hiện, những câu chuyện hậu trường. Sau đó các MC cũng sẽ được tiền bối huấn luyện cho các kĩ năng đặc biệt để áp dụng trong sự nghiệp ca hát của mình. Leeteuk, Eunhyuk, Kyuhyun cùng các thành viên Super Junior khác sẽ làm MC cho chương trình.

## Diễn biến các tập
| Tập | Ngày phát sóng       | Dẫn chương trình                    | Khách mời                                                          |
| --- | -------------------- | ----------------------------------- | ------------------------------------------------------------------ |
| 1   | 8 tháng 12 năm 2010  | Leeteuk, Eunhyuk, Kyuhyun, Yesung   | Kim Janghoon                                                       |
| 2   | 15 tháng 12 năm 2010 | Leeteuk, Eunhyuk, Kyuhyun, Shindong | Kim Jongseo, Kim Jungmin                                           |
| 3   | 22 tháng 12 năm 2010 | Leeteuk, Eunhyuk, Kyuhyun, Ryeowook | Lee Seunghwan                                                      |
| 4   | 29 tháng 12 năm 2010 | Leeteuk, Eunhyuk, Kyuhyun, Shindong | Yoo Youngsuk, Park Seonjoo                                         |
| 5   | 5 tháng 1 năm 2011   | Leeteuk, Eunhyuk, Kyuhyun, Shindong | Byeon Jin-seop                                                     |
| 6   | 12 tháng 1 năm 2011  | Leeteuk, Eunhyuk, Kyuhyun, Ryeowook | Sistar (hậu bối) (Tập nghỉ đông đặc biệt - 1)                      |
| 7   | 19 tháng 1 năm 2011  | Leeteuk, Eunhyuk, Kyuhyun, Shindong | Lee Juno, Popin' Hyunjoon, Hong Rokki (Tập nghỉ đông đặc biệt - 2) |
| 8   | 26 tháng 1 năm 2011  | Leeteuk, Eunhyuk, Shindong          | Hong Seok-cheon, Jung Chan                                         |
| 9   | 2 tháng 2 năm 2011   | Leeteuk, Eunhyuk, Kyuhyun, Shindong | Joo Younghoon                                                      |
| 10  | 9 tháng 2 năm 2011   | Leeteuk, Eunhyuk, Kyuhyun, Shindong | Hwang Hye-young, Kim Jihyun, Chae Lina                             |
| 11  | 16 tháng 2 năm 2011  | Leeteuk, Eunhyuk, Kyuhyun, Shindong | Shin Haechul                                                       |
| 12  | 23 tháng 2 năm 2011  | Leeteuk, Eunhyuk, Kyuhyun, Yesung   | Lee Yoo-jin, Ahn Yeon-hong, Yoo Chae-young                         |
| 13  | 2 tháng 3 năm 2011   | Leeteuk, Eunhyuk, Kyuhyun, Yesung   | Kim Bo-seong, Kim Seong-su                                         |
| 14  | 9 tháng 3 năm 2011   | Leeteuk, Yesung, Shindong           | Noh Yoo-min, The One, Choi Phillip                                 |
| 15  | 16 tháng 3 năm 2011  | Leeteuk, Yesung, Shindong           | Nam Hee-seok, Choi Yang-rak                                        |
| 16  | 23 tháng 3 năm 2011  | Leeteuk, Yesung, Shindong           | Oh Jung-hae, Kim Hyun-jung, Shin Dong-ho                           |
| 17  | 30 tháng 3 năm 2011  | Leeteuk, Shindong, Donghae          | Kim Tae-woo, KCM                                                   |